# Landelijk kampioenschap amateurvoetbal 2007/08
In het landelijk amateurkampioenschap maken de zes Hoofdklassekampioenen uit wie zich de beste amateurclub van het land mag noemen. De kampioenen van de Zaterdag Hoofdklasse A, B en C spelen in een competitie van 4 speelronden, net als de kampioenen van de Zondag Hoofdklasse A, B en C.

## Kampioenschap Zaterdag

### Teams
| Klasse | Club           |
| ------ | -------------- |
| A      | FC Lisse       |
| B      | SV Spakenburg  |
| C      | HHC Hardenberg |

### Eindstand
| # | Club           | Ges | W | G | V | Pnt | DV | DT | DS  |
| - | -------------- | --- | - | - | - | --- | -- | -- | --- |
| 1 | FC Lisse       | 4   | 3 | 1 | 0 | 10  | 15 | 5  | +10 |
| 2 | SV Spakenburg  | 4   | 1 | 2 | 1 | 5   | 8  | 10 | −2  |
| 3 | HHC Hardenberg | 4   | 0 | 1 | 3 | 1   | 3  | 11 | −8  |

## Kampioenschap Zondag

### Teams
| Klasse | Club          |
| ------ | ------------- |
| A      | HVV Hollandia |
| B      | SV Deurne     |
| C      | Achilles '29  |

### Eindstand
| # | Club         | Ges | W | G | V | Pnt | DV | DT | DS |
| - | ------------ | --- | - | - | - | --- | -- | -- | -- |
| 1 | Hollandia    | 4   | 3 | 0 | 1 | 9   | 7  | 2  | +5 |
| 2 | Achilles '29 | 4   | 2 | 0 | 2 | 6   | 7  | 5  | +2 |
| 3 | Deurne       | 4   | 1 | 0 | 3 | 3   | 3  | 10 | −7 |

## Algeheel kampioenschap
| 14 juni 2008 |     |           |
| FC Lisse     | 2-3 | Hollandia |

| 21 juni 2008 |     |          |
| Hollandia    | 1-3 | FC Lisse |

|                   |
| Kampioen FC Lisse |

Vanaf 2016 staan alle competities op 1 pagina.

1983/84 · 1984/85 · 1985/86 · 1986/87 · 1987/88 · 1988/89 · 1989/90 · 1990/91 · 1991/92 · 1992/93 · 1993/94 · 1994/95 · 1995/96 · 1996/97 · 1997/98 · 1998/99 · 1999/00 · 2000/01 · 2001/02 · 2002/03 · 2003/04 · 2004/05 · 2005/06 · 2006/07 · 2007/08 · 2008/09 · 2009/10 · 2010/11 · 2011/12 · 2012/13 · 2013/14 · 2014/15 · 2015/16